# جوزيف لويد هوغن
جوزيف لويد هوغن (بالإنجليزية: Joseph Lloyd Hogan)‏ هو كاهن كاثوليكي أمريكي، ولد في 11 مارس 1916 في ليما في الولايات المتحدة، وتوفي في 27 أغسطس 2000.